# U-527
| U-527                      | U-527                                                                      | U-527                                                                      |
| -------------------------- | -------------------------------------------------------------------------- | -------------------------------------------------------------------------- |
|                            |                                                                            |                                                                            |
|                            |                                                                            |                                                                            |
|                            |                                                                            |                                                                            |
| Під прапором               | Третій рейх                                                                | Третій рейх                                                                |
| Спуск на воду              | 17 червня 1942 року                                                        | 17 червня 1942 року                                                        |
| Виведений зі складу флоту  | 23 липня 1943 року                                                         | 23 липня 1943 року                                                         |
| Сучасний статус            | затоплений                                                                 | затоплений                                                                 |
| Проєкт                     |                                                                            |                                                                            |
| Тип ПЧ                     | Дизельний підводний човен                                                  | Дизельний підводний човен                                                  |
| Основні характеристики     |                                                                            |                                                                            |
| Швидкість (надводна)       | 19 вузлів                                                                  | 19 вузлів                                                                  |
| Швидкість (підводна)       | 7,3 вузла                                                                  | 7,3 вузла                                                                  |
| Гранична глибина занурення | 230 м                                                                      | 230 м                                                                      |
| Екіпаж                     | 48 особи                                                                   | 48 особи                                                                   |
| Розміри                    |                                                                            |                                                                            |
| Довжина найбільша (по КВЛ) | 76,8 м                                                                     | 76,8 м                                                                     |
| Ширина корпусу найб.       | 6,9 м                                                                      | 6,9 м                                                                      |
| Висота                     | 9,6 м                                                                      | 9,6 м                                                                      |
| Середня осадка (по КВЛ)    | 4,7 м                                                                      | 4,7 м                                                                      |
| Водотоннажність надводна   | 1144 т                                                                     | 1144 т                                                                     |
| Озброєння                  |                                                                            |                                                                            |
| Артилерія                  | 1 × 88-мм палубна гармата SK C/32                                          | 1 × 88-мм палубна гармата SK C/32                                          |
| Торпедно- мінне озброєння  | 4 носових і два кормових ТА. 22 торпеди або 44 міни TMA чи 66 TMB          | 4 носових і два кормових ТА. 22 торпеди або 44 міни TMA чи 66 TMB          |
| ППО                        | 1 × 37-мм зенітна гармата SKC/30 2 (1 × 2) × 20-мм зенітні гармати FlaK 30 | 1 × 37-мм зенітна гармата SKC/30 2 (1 × 2) × 20-мм зенітні гармати FlaK 30 |

U-527 — німецький підводний човен типу IXC/40, часів  Другої світової війни.
Замовлення на будівництво човна було віддане 15 серпня 1940 року. Човен був закладений на верфі «Deutsche Werft» у Гамбурзі 28 листопада 1941 року під заводським номером 342, спущений на воду 17 червня 1942 року, 12 серпня 1942 року увійшов до складу 4-ї флотилії. За час служби також входив до складу 10-ї флотилії. Єдиним командиром човна був капітан-лейтенант Герберт Уліг.
За час служби човен зробив 2 бойові походи, в яких потопив 2 (загальною водотоннажністю 5242 брт + 291 т), в тому числі один військовий транспорт (291 т) та пошкодив одне (5848 брт) судно.
Потоплений 23 липня 1943 року в Північній Атлантиці південніше Азорських островів (35°25′ пн. ш. 27°56′ зх. д. / 35.417° пн. ш. 27.933° зх. д.) глибинними бомбами бомбардувальників «Евенджер» з ескортного авіаносця ВМС США «Боуг». 40 членів екіпажу загинули, 13 врятовані.

## Потоплені та пошкоджені кораблі[3]
| Назва             | Тип                  | Належність      | Дата            | Тоннаж (БРТ) | Вантаж                                                                                                 | Статус     | Місце                                                       |
| Fort Lamy         | вантажне судно       | Велика Британія | 8 березня 1943  | 5 242        | 6333 т генеральних вантажів                                                                            | потоплено  | 58°30′ пн. ш. 31°00′ зх. д. / 58.500° пн. ш. 31.000° зх. д. |
| HMS LCT-2480      | військовий транспорт | Велика Британія | 8 березня 1943  | 291          | | потоплено  | 58°30′ пн. ш. 31°00′ зх. д. / 58.500° пн. ш. 31.000° зх. д. |
| Mathew Luckenbach | вантажне судно       | США             | 19 березня 1943 | 5 848        | 8360 т генеральних вантажів, в тому числі сталі, боєприпасів, пошти та вантажних автомобілів на палубі | пошкоджено | 54°23′ пн. ш. 23°34′ зх. д. / 54.383° пн. ш. 23.567° зх. д. |